# Leioproctus bicellularis
Leioproctus bicellularis är en biart som först beskrevs av Adolpho Ducke 1910.  Leioproctus bicellularis ingår i släktet Leioproctus och familjen korttungebin. Inga underarter finns listade i Catalogue of Life.